# آدم إسماعيل خميس
آدم إسماعيل خميس عداء مسافات طويلة بحريني الجنسية كيني المولد.
ووفقا لمسؤولين البحرينيين فقد ولد باسم هوشي كوسغي في 12 فبراير 1989 في كينيا. مثل زملائه المتسابقين البحرينيين بلال منصور علي وطارق مبارك طاهر فإن يحيط عمره الكثير من الجدل. في أغسطس 2005 فتح الاتحاد الدولي لألعاب القوى تحقيق في أعمارهم.
في عام 2006 فاز آدم بالميدالية البرونزية سباق 3000 متر في بطولة آسيا لألعاب القوى داخل الصالات 2006. في بطولة العالم للناشئين لألعاب القوى 2006 في بكين حصل على الميدالية البرونزية في 10000 متر بينما حل خامسا في سباق 5000 متر. من المفارقات أن الاتحاد الدولي لألعاب القوى فتح تحقيق في آدم في اليوم التالي من نهاية السباق الأخير.

## روابط خارجية
- آدم إسماعيل خميس على موقع الاتحاد الدولي لألعاب القوى (الإنجليزية)
- آدم إسماعيل خميس على موقع أوليمبيديا (الإنجليزية)